# ایگناسیو آستیگاراگا
ایگناسیو آستیگاراگا (اسپانیایی: Ignacio Astigarraga‎؛ زادهٔ ۱۲ سپتامبر ۱۹۳۶) دوچرخه‌سوار اهل اسپانیا است. وی در بازی‌های المپیک تابستانی ۱۹۶۰ شرکت کرده است.